# Dolno Jelovce
Dolno Jelovce (macedónul: Долно Јеловце) település Észak-Macedóniában, a Pologi körzet Gosztivari járásában.

## Népesség
| Lakosok száma | 407  | 426  | 373  | 190  | 64   | 20   | 18   | 10   | 3    |
|               | 1948 | 1953 | 1961 | 1971 | 1981 | 1991 | 1994 | 2002 | 2021 |

2002-ben 10 lakosa volt, akik mindannyian macedónok.